# 베르망두아 백작 위그 1세

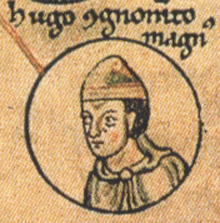
위그 1세 드 베르망두아 백작

위그 1세 드 베르망두아(Hugues Ier de Vermandois)은 카페 왕조 출신 프랑스의 백작이다. 앙리 1세와 안나 야로슬라브나(야로슬라프 1세 무드리의 딸)의 아들이자 필리프 1세의 친동생이다. 별명은 대백(le Grand).